# Seekogel (Lechtaler Alpen)
Der Seekogel (2412 m ü. A.) ist der Hausberg der Memminger Hütte in den Lechtaler Alpen. Der Berg liegt nordwestlich der Hütte und kann von dieser in 25 Minuten auf markiertem Steig erreicht werden.
Der Europäische Fernwanderweg E5 führt durch die Ostflanke des Seekogels. Der Gipfel wird oft im Zusammenhang mit der Begehung dieses Fernwanderwegs bestiegen.